# Ole Berglund
Ole Johannes Hjalmar Sem Berglund (født 3. august 1937 i Paamiut, død 23. december 2014 i Galten) var en grønlandsk lærer og politiker.
Ole Berglund var søn af overkateket Josva Pavia Kristian Nathanael Berglund (1896-?) og hans kone Sofie Thale Kristine Kleist (1903-?). Han blev uddannet til lærer på Haslev Seminarium i Haslev, Danmark i 1962 og arbejdede derefter som skolelærer.
Han var medlem af Grønlands Landsråd fra 1971 til 1973. Ved folketingsvalget i 1973 var han 2. suppleant for Nikolaj Rosing. Ved folketingsvalget i 1975 stillede han op som 1. suppleant for Nikolaj Rosing, der ligesom i 1973 blev valgt. Da Nikolaj Rosing døde i 1976, overtog Ole Berglund hans plads i Folketinget. Berglund havde allerede været stedfortræder i Folketinget for Rosing i nogle måneder før sidstnævnte døde. Han stillede op til folketingsvalget i 1977, men blev slået af Otto Steenholdt.
Han vendte ikke tilbage til Grønland, men bosatte sig i Galten, hvor han fra 1981 var medlem af kommunalbestyrelsen i Galten Kommune og som den eneste grønlænder sad i en dansk kommunalbestyrelse. Berglund arbejdede som tale- og læsepædagog og lærer på Danmarks Lærerhøjskole i Århus i 1988. Han forblev kommunalbestyrelsesmedlem i 12 år og døde i en alder af 77 år i slutningen af 2014.